# Aéroport international Macdonald-Cartier d'Ottawa
L'aéroport international Macdonald-Cartier d'Ottawa, en anglais Ottawa Macdonald-Cartier International Airport, (code IATA : YOW • code OACI : CYOW) dessert la capitale du Canada, Ottawa, dans la province de l'Ontario. Principal aéroport de la ville, il est situé sur le territoire même d'Ottawa, sur la rive droite de la rivière Rideau, à dix kilomètres au sud du centre-ville. Il accueille 4,3 millions de passagers par an ce qui en fait le sixième aéroport canadien pour le trafic passager et le huitième pour le nombre de mouvements d'avions. C'est l'un des sept aéroports canadiens ayant une zone de prédédouanement américaine (U.S. border pre-clearance facilities).

## Historique
L'histoire de l'aéroport débute en 1911 avec le premier vol motorisé recensé, toutefois il faut attendre les années 1920 pour que le site soit pourvu d'une véritable piste d’atterrissage. Ottawa prend rapidement une place importante dans le monde de l'aviation.
En juillet 1927, à l'occasion du jubilé de diamant de la Confédération canadienne, le célèbre Charles Lindbergh visite le terrain d'aviation à bord de son Ryan N-X-211 Spirit of St. Louis. Il arrive escorté par douze Curtiss P-1 Hawk de la 27 escadrille de poursuite de l'aviation américaine (en) et trois appareils canadiens basés à Rockliffe. Pas moins de 60 000 spectateurs accueillent le héros de l'aviation. Pour l'occasion, la piste est rebaptisée Lindbergh Field (l'endroit se nommait Hunt Club Field auparavant). L'évènement est assombri par la mort de l'aviateur américain Thaddeus Johnson qui faisait partie de l'escorte aérienne. Il meurt en tentant de sauter en parachute à la suite de la collision de deux des appareils américains. Une rue porte son nom, en bordure de l'aéroport, près de l'endroit où il est décédé.
C'est le 26 juillet de l'année suivante, en 1928, que la licence aéroportuaire est accordée. L'engouement pour Lindbergh n'étant qu'un souvenir, on attribue à l'aérodrome le nom d'Uplands Aerodrome.
Dans les années 1930, le Ministère des Transports du Canada vient tout juste d'être créé, en 1936 pour être exact. Dans son mandat, un des buts est d'établir des liaisons aériennes entre les différentes villes du pays et les villes du Commonwealth. Pour réussir à atteindre cet objectif, le Ministère fonde Trans-Canada Airlines, l'ancêtre d'Air Canada. Pour réussir cet objectif, la société aérienne est toutefois tributaire de la qualité des installations aéroportuaires. Celles d'Ottawa, opérée par l'Ottawa Flying Club n'est pas adéquate et l'opérateur de la piste n'a pas les capacités financières pour apporter les améliorations requises.
En 1937 pour pallier cette lacune, une compagnie d'aviation de brousse, la Laurentian Air s'implique en louant le site en 1937. En 1938, elle améliore le site en érigeant divers édifices, dont un hangar. L'ancien gestionnaire, l'Ottawa Flying Club n'est pas pour autant écarté, il est en 1938 un important locataire des lieux. Mais rapidement, la Laurentian Air se rend compte que la tâche est trop grande pour répondre aux normes de Trans Canada Airlines. Elle vend donc ses terrains de 300 acres au Ministère des Transports.
Un rôle militaire
Rapidement le gouvernement met le site aux normes, et le 20 août 1938, le Ministre des Transports, C.D. Howe inaugure le nouvel aéroport d'Uplands. Par contre, rapidement, le déclenchement de la Seconde Guerre mondiale change la donne. Le Ministère de la Défense Nationale acquiert l'endroit et y établit ses propres installations. Le lieu devient un important centre entraînement pour les pilotes de l'Aviation royale du Canada. Le 1er août 1940 on inaugure le Centre d'entrainement aérien du Commonwealth britannique. Le Centre sert à de très nombreux pilotes qui combattent en Europe. Même après la Guerre, le rôle militaire d'Ottawa se maintient. L'aéroport devient une importante base en raison de l'implication canadienne dans l'Organisation du traité de l'Atlantique nord (OTAN). Le rôle militaire est si important que Uplands devient l'aéroport le plus occupé en fait de mouvements d'aéronefs au Canada. En 1959, pas moins de 307 079 mouvements sont enregistrés.
Vers le rôle civil
Afin de permettre l'agrandissement de l'aéroport, le ministère des transports exproprie la petite communauté de Bowesville en 1950-51, située en lisière sud. En 1957, les travaux pour la construction d'une aérogare plus moderne se sont amorcés. Alors que les travaux sont presque terminés, un avion de l'US Air Force vient faire une démonstration d'un appareil, le Lockheed F-104 Starfighter. Le pilote toutefois, en franchissant le mur du son, fait éclater les fenêtres de l'édifice et en endommage même la structure. L'incident retarde d'environ un an l'ouverture de l'édifice, et ajoute 300 000 $ de l'époque au budget de construction. C'est donc avec retard, le 30 juin 1960, que le Premier Ministre John Diefenbaker inaugure la nouvelle aérogare. Quatre ans plus tard, en 1964, il acquiert son titre d'aéroport international. En 1975, la Commission de la Capitale Nationale du Canada (CCN) inaugure la Promenade de l'Aéroport (Airport Parkway), encore aujourd'hui la principale voie d'accès au complexe aéroportuaire.
La région étant en forte expansion démographique voit son aérogare saturée. Deux millions de passagers par année la fréquentent en 1980, alors qu'elle a été conçue pour environ un million de voyageurs. De sorte que l'administration fédérale conçoit en 1982 un plan de rénovations. En 1986 les travaux sont terminés et l'endroit avec ses puits de lumière, ses vastes fenêtres et ses composantes en acier blanc est considéré plus accueillant. Plus tard, pour augmenter l'espace on déménage la tour de contrôle et les radars près du Chemin Limebank. Toujours vers cette époque, soit en 1993, le gouvernement modifie le nom de l'aéroport d'Uplands pour Aéroport International MacDonald-Cartier, pour honorer deux des pères de la Confédération, un canadien anglophone et un canadien français : John A. Macdonald et George-Étienne Cartier.
Vers la modernité
En 1994, le gouvernement fédéral met en place sa politique de système de Réseau national des aéroports. Ainsi, chacun des aéroports du pays est géré par une administration aéroportuaire. Le gouvernement délaisse ainsi son rôle d'exploitant et de propriétaire pour devenir propriétaire et locateur. Il loue donc ses locaux aux administrations aéroportuaires et s'occupe de la réglementation. Du côté d'Ottawa, c'est précisément le 1er février 1997 que l'administration est transférée localement. Lors de la cérémonie de remise des clés, la nouvelle administration s'engage à améliorer les infrastructures.
Rapidement elle se met au travail. La première année, elle améliore les rampes d’accessibilité, aménage de nouvelles toilettes, des nouvelles boutiques hors taxe et un nouvel aménagement des locaux pour le commerce de détail. Toujours en 1997, l'aéroport d'Ottawa aménage un service de prédédouanement américain (US Border Pre-clearance facilities) au coût de 3,4 millions de dollars. Tout cela n'est rien, car l'aéroport voit beaucoup plus grand. Au début des années 2000, elle entreprend un grand chantier, celui de la construction d'une aérogare moderne et plus fonctionnelle que l'ancienne, saturée depuis plusieurs années. Après un investissement de 310 millions de dollars, le nouvel édifice, voisin de l'ancien, a été inauguré le 12 octobre 2003. Toutefois l'ancien et le nouveau était reliés par une passerelle, pour continuer l'utilisation des portes d'embarquement de l'ancienne aérogare.
Dans les plans de l'aéroport, cette situation ne devait qu'être temporaire, de sorte que 95 millions de dollars ont été investis dans l'agrandissement du nouveau terminal en 2008. Ainsi, après deux ans de travaux, douze nouvelles portes d'embarquement sont mises à la disposition des voyageurs. Et après l'inauguration de l'agrandissement, l'ancienne aérogare est démolie. Depuis, divers travaux ont aussi été faits, tel que la réfection des pistes, de nouveaux camions de pompiers, de déneigement ou de nouveaux systèmes d'éclairage des pistes.
En 2013, l'aéroport devient le premier au Canada à disposer de rainures sur ses pistes, afin de réduire les risques d'accident en cas de pluie et se conformer aux normes de l'Organisation de l'aviation civile internationale. Une première piste en est équipée en août 2013, et la seconde piste pouvant être équipée des rainures en 2014.

## Situation

### Carte des aéroports du Réseau National du Canada
| \| 300 km1:20 691 000 \| Calgary Charlottetown Edmonton Fredericton Gander Moncton Halifax Iqaluit Kelowna London Montréal–Mirabel Montréal–Trudeau Ottawa Prince George Québec Regina Saint-Jean Saskatoon Saint-Jean de T.-N. Thunder Bay Toronto Pearson Vancouver Victoria Whitehorse Winnipeg Yellowknife |
| 300 km1:20 691 000 |

## Services
Restauration
Booster Juice (2), Byward Taps, D'Arcy McGee's, Grab & Go, Harvey's/Swiss Chalet, Rideau Bar & Grill, Sbarros, Second Cup (2), Senate Chambers Bar, Starbucks, Tim Hortons (4)
Magasinage
Artizan, Bentley, Boutique hors taxes AerRianta (2), Brookstone, Bytowne Marché, Discover Ottawa (2), Gear Up, Great Canadian Book Co., Junogems, Red Canoe, Relay (4), Runway Essential, Virgin Records
Services
Entreposage de bagage, bureau de change (3), guichet automatique bancaire (5), objets perdus et trouvés, chapelle, salles de conférences
Location de voitures
Les services de location de voitures se trouvent dans le stationnement étagée face à l'aérogare. Il y en a cinq au total. La majorité sont des multinationales, présentes partout dans le monde : Avis, Budget, Enterprise, Hertz, National Car Rental.
Stationnement
Sur le site de l'aéroport, on retrouve deux stationnements, un étagé et un de surface. Celui de surface est le stationnement des véhicules de hauteur excessive et pour la longue durée (les voyageurs quittant pour plusieurs jours), et le stationnement étagée, qui est de courte durée. Des stationnements pour handicapés ont été aménagés sur tous les niveaux. Tout près de l'aéroport, sur Hunt Club road, l'entreprise Park'N'Fly offre un service de stationnement économique. Elle amène et ramène ses clients en navette vers, ou de l'aéroport.
Internet WiFi
Pour les voyageurs, l'administration aéroportuaire offre gratuitement à ses usagers un service d'internet sans fil (WiFi) partout dans l'aérogare.

## Compagnies aériennes et destinations
| Compagnies         | Destinations |
| ------------------ | --- |
| Air Canada         | Calgary, Montréal (P.-E.-Trudeau) Toronto (Pearson), Vancouver En saison: Cancún, Fort Lauderdale-Hollywood, Londres-Heathrow, Montego Bay-Donald Sangster (débute le 7 décembre 2025), Nassau L. Pindling (débute le 5 décembre 2025), Orlando, Punta Cana, Tampa |
| Air Canada Express | Halifax (Stanfield), Montréal (P.-E.-Trudeau), Québec (Jean-Lesage), Toronto (Billy Bishop), Washington-Reagan, Winnipeg (J. A. Richardson) |
| Air France         | Paris-Charles de Gaulle |
| Air North          | En saison : Whitehorse (E. Nielsen), Yellowknife |
| Air Transat        | En saison : Cancún, Puerto Plata - Gregorio Luperón, Punta Cana |
| Canadian North     | Iqaluit, Kuujjuaq (Fort Chimo) (débute le 9 août 2025), Rankin Inlet, Yellowknife |
| Porter Airlines    | - Boston Logan, - Calgary, - Charlottetown, - Edmonton, - Fort Lauderdale-Hollywood, - Frédéricton, - Halifax (Stanfield), - Moncton (Roméo-LeBlanc), - Newark-Liberty, - Orlando, - Saint-Jean (Terre-Neuve), - Thunder Bay, - Toronto (Billy Bishop), - Toronto (Pearson), - Vancouver, - Winnipeg (J. A. Richardson) En saison : Cancún (débute le 17 décembre 2025), Fort Myers, Grand Cayman-O. Roberts (débute le 19 décembre 2025), Liberia-D.-Oduber (débute le 17 décembre 2025), Nassau L. Pindling (débute le 13 décembre 2025), Puerto Vallarta (débute le 13 décembre 2025), Tampa, Victoria (International) |
| United Airlines    | Chicago-O'Hare, Newark-Liberty, Washington-Dulles |
| WestJet            | Calgary, Edmonton, Toronto (Pearson), Winnipeg (J. A. Richardson) En saison : Cancún (débute le 1er novembre 2025), Cayo Coco (J. del Rey) (débute le 22 novembre 2025), Holguín-F. País (débute le 9 décembre 2025), Montego Bay-Donald Sangster (débute le 7 décembre 2025), Puerto Vallarta (débute le 12 décembre 2025), Punta Cana (débute le 1er novembre 2025), Santa Clara-A. Santamaría (débute le 14 novembre 2025), Vancouver, Varadero-J.-G.-Gómez (débute le 2 novembre 2025), |

Édité le 06/04/2025

## Statistiques
Le graphique qui aurait dû être présenté ici ne peut pas être affiché car il utilise l'ancienne extension Graph, désactivée pour des questions de sécurité. Des indications pour créer un nouveau graphique avec la nouvelle extension Chart sont disponibles ici.

Voir la requête brute et les sources sur Wikidata.
| Année | Mouvements d'avion | Passagers, |
| ----- | ------------------ | ---------- |
| 1996  | ND                 | 2 857 838  |
| 1997  | 67 867             | 3 046 368  |
| 1998  | 77 202             | 3 211 607  |
| 1999  | 81 808             | 4 473 894  |
| 2000  | 78 301             | 3 434 345  |
| 2001  | 72 630             | 3 391 295  |
| 2002  | 68 499             | 3 216 886  |
| 2003  | 69 798             | 3 262 345  |
| 2004  | 69 626             | 3 609 885  |
| 2005  | 66 146             | 3 735 433  |
| 2006  | 65 396             | 3 807 756  |
| 2007  | 72 342             | 4 088 528  |
| 2008  | 79 777             | 4 339 225  |
| 2009  | 81 120             | 4 232 830  |
| 2010  | 86 009             | 4 473 894  |
| 2011  | 90 949             | 4 624 626  |
| 2012  | ND                 | 4 685 956  |
| 2013  |                    | 4 578 591  |
| 2014  |                    | 4 616 448  |
| 2015  |                    | 4 656 360  |
| 2016  |                    | 4 743 091  |
| 2017  |                    | 4 839 677  |

## Accès
Par la route
L'aéroport est au sud du centre-ville et l'accès se fait principalement par l'avenue Bronson, qui devient la promenade de l’Aéroport. Cette route croise d'importantes artères routières de la capitale, dont les chemins Heron, Walkley et Hunt Club. Après le chemin Hunt Club, les voyageurs entrent sur les terrains de l'aéroport. Il aura le choix des différents stationnements et édifices.
Transport en commun
La société de transport urbain d'Ottawa, OC Transpo, offre un service vers le centre-ville en environ 25 minutes, et ce 24 heures sur 24. C'est le circuit 97 qui en assure la desserte,. Pour les passagers à mobilité réduite, Para Transpo offre le transport en commun sur demande.
Une nouvelle ligne de l’O-Train, la ligne 4, desservira l’aéroport et assurera la correspondance avec la ligne 2 à la station South Keys. La ligne ouvre le 6 janvier 2025, en même temps que le prolongement sud de la ligne 2. Cette nouvelle ligne de train léger remplacera le service présentement offert par le circuit 97.
Limousines et taxis
Pour une trentaine de dollars en moyenne le voyageur fera le trajet entre l'aérogare et le centre-ville. Il y a une exclusivité du service aux portes de l'aérogare. Et un service de limousine est aussi disponible pour les voyageurs qui le désirent.

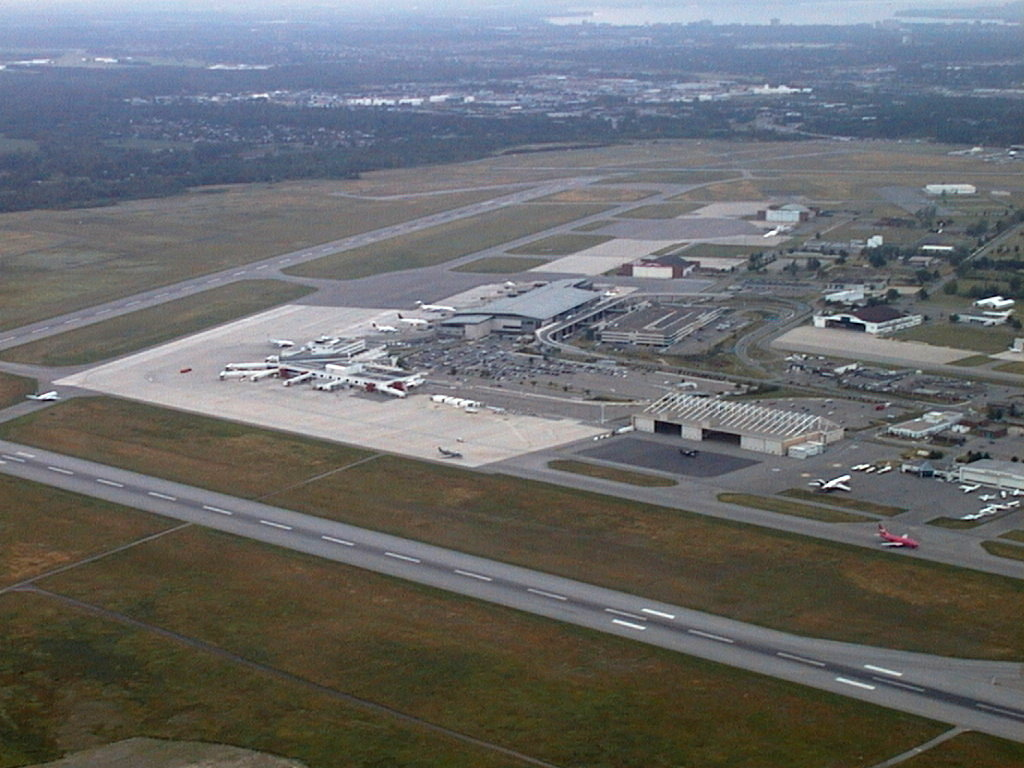
Vue aérienne de l'aéroport.